# Темару, Оскар
Оскар Манутахи Темару (фр. Oscar Manutahi Temaru, родился 1 ноября 1944 года в коммуне Фаа на острове Таити) — политический деятель Французской Полинезии. Занимал пост президента пять раз (фр. président de la Polynésie française) в 2004 году, в 2005—2006 годах, в 2007 до 2008 года. 12 февраля 2009 года переизбран на пост президента Французской Полинезии, однако 24 ноября 2009 года вновь смещён с должности. В 2011—2013 годах вновь занимал должность. Сторонник постепенного движения к независимости